# Oznaka Szefa Kompanii
Oznaka Szefa Kompanii – jedna z oznak wyróżniających, obowiązujących w Siłach Zbrojnych PRL. Wprowadzona została na mocy Zarządzenia Ministra Obrony Narodowej nr 4/MON z dnia 17 stycznia 1974 dla uznania „trudnej i odpowiedzialnej pracy szefa kompanii (baterii, eskadry, bosmana okrętowego i szefa działu okrętowego), jak również podkreślenia wagi wykonywanych przez niego obowiązków o charakterze wychowawczo – szkoleniowym i w działalności gospodarczej”.

## Opis oznaki
Oznaka była czterostopniowa – nadawana w kolejności od czwartego stopnia (z chwilą objęcia obowiązków szefa kompanii), przez trzeci stopień (po 2 latach „wzorowego pełnienia obowiązków szefa kompanii”), drugi stopień (po 5 latach) do pierwszego stopnia (po 10 latach).
Miała ona kształt tarczy – nieregularnego siedmioboku wykonanego z sukna w kolorze khaki (wojska lądowe), bordowym (wojska powietrznodesantowe), chabrowym (wojska lotnicze, OPK i obrony wybrzeża) oraz ciemnogranatowym (Marynarka Wojenna) z umieszczonym w górnej części tarczy napisem „SZEF” i krokiewkami w liczbie od 1 (4. stopień) do 4 (1. stopień) pod nim. Napis i krokiewki wykonane były z tworzywa sztucznego w kolorze srebrnym lub złotym (dla Marynarki Wojennej).
Oznaki szefa kompanii noszono na prawym rękawie kurtki galowej, wyjściowej i służbowej, a także kurtki drelichowej i polowej oraz płaszcza sukiennego na wysokości 11 – 12 cm poniżej wszycia rękawa (na kurtkach drelichowych i polowych w wojskach powietrznodesantowych i obrony wybrzeża – poniżej kieszeni na rękawie).

## Wizerunek oznaki
| Czwarty stopień (wojska lądowe) | Trzeci stopień (wojska lotnicze, OPK i obrony wybrzeża) | Drugi stopień (wojska powietrznodesantowe) | Pierwszy stopień (Marynarka Wojenna) |
| ------------------------------- | ------------------------------------------------------- | ------------------------------------------ | ------------------------------------ |
|                                 |                                                         |                                            |                                      |